# Зареждане на батерии по индукция
Батерия е наложилото се на практика обобщено наименование за всички видове източници на ток без подвижни части. Най-често се използва за електрохимичните източници на ток, състоящи се от един или няколко електрохимични елемента (клетки) като например галванични елементи, акумулатори, но също така и за горивни клетки и слънчеви батерии.
В силовата електротехника се използват и т.нар. кондензаторни батерии, които са група от кондензатори.
Зареждане по индукция, безжично зареждане – използва електромагнитно поле за прехвърляне на енергия между два обекта. Това обикновено става чрез станция за зареждане. Енергията се изпраща чрез индуктивна връзка до електрическото устройство, което след това може да използва тази енергия, за да зарежда батерии, или за използване на устройството.
Индукционните зарядни обикновено използват индукционна бобина, за да се създаде променливо електромагнитно поле в рамките на базовата станция и втора индукционна бобина в преносимото устройство, която се захранва от електромагнитното поле и го преобразува обратно в електрически ток, за да се зареди батерията. Двете индукционни намотки в близост представляват електрически трансформатор. По-големи разстояния между изпращащата и получаващата намотка могат да се постигнат, когато индуктивната система за зареждане използва резонансната индуктивна връзка. Последните подобрения в тази резонансна система включват използването на подвижна преносна бобина, т.e. монтирана на подемна платформа или ръка, както и използването на съвременни материали за приемателната бобина, изработена от посребрен меден проводник или понякога от алуминий, за да се минимизира теглото и намали съпротивлението.

## Предимства
- Защитени връзки – няма корозия, когато електронните елементи са изцяло покрити, защитени от вода или от атмосферния кислород
- По-безопасно за медицински импланти – при вградени медицински устройства позволява презареждане/захранване през кожата, вместо да се налага жици да проникват в кожата, което би увеличило риска от инфекция.
- Дълготрайност – не е нужно постоянно вкарване и изкарване на кабела на устройството в и от контакта, което води до значително по-малко износване на входа на устройството и прилежащия му кабел.
- Несъществени енергийни загуби.
- Работните честоти не са опасни за здравето.

## Недостатъци
- Ниска ефективност, остатъчна топлина – основните недостатъци на индуктивното зареждане са ниската ефективност от разсейване на магнитните потоци и повишено съпротивително нагряване спрямо зареждането с директен контакт.
- По-бавно зареждане – поради по-ниската ефективност, устройствата може да имат нужда от по-дълго зареждане, при една и съща подадена мощност спрямо стандартно зареждане.
- По-скъпи – индуктивното зареждане изисква електроника и бобини и в двете устройства, което увеличава сложността на продукта и разходите за производство.[1]
- [2]

По-нови методи намаляват загубите чрез използването на много тънки намотки, по-високи честоти, както и оптимизирана електроника. Това води до по-ефективни и компактни зарядни устройства и приемници, улеснявайки тяхната интеграция в мобилни устройства или батерии с минимални промени. Тези технологии предоставят време за зареждане, сравнимо с това на жичните зарядни, и те бързо намират своето място в мобилната индустрия.
Например, зарядната система за превозни средства Magne Charge използва високочестотна индукция, за да осигури голяма мощност при ефективност от 86% (6,6 kW отдадена мощност при 7,68 kWт консумирана).

## Примери
- Пример за нещо, което не е индуктивен пренос на енергия, е кристалното радио, което използва силата на самия радиосигнал, за да захранва слушалките. Индуктивният пренос на енергия е ефект на близкото поле. Радиовълните, приети чрез кристално радио, са ефект на далечното поле.
- Системите за Транскутанен Енергиен Трансфер (ТЕТ) в изкуствените сърца и други хирургически присаждани устройства.
- Акумулаторните четки за зъби Oral-B на компанията Braun използват индуктивно зареждане от началото на 90-те години на миналия век.
- Hughes Electronics разработиха интерфейса Magne Charge за General Motors. Електрическата кола EV1 на General Motors се зареждаше чрез вкарването на индуктивно зареждаща лопатка в розетка, разположена в колата. General Motors и Toyota постигнаха споразумение за този интерфейс и той беше използван също в Chevrolet S-10 EV и Toyota RAV4 EV.
- През 2006 изследователи от Масачузетски технологичен институт заявиха, че са открили ефективен начин за пренос на енергия между намотки, разпложение на няколко метра разстояние. Екипът, ръководен от Марин Солячич, предложи теория, че би могло да се увеличи разстоянието между намотките чрез добавянето на резонанс в уравнението. Проектът за индуктивна енергия на МИТ, наречен WiTricity, използва усукана намотка и капацитивни плочи.[6][7]
- На Изложението за потребителска електроника (CES) през януари 2007 г. Visteon представи своята система за индуктивно зареждане за приложение в превозни средства, което може да зарежда само специално конструирани мобилни телефони и mp3 плейъри със съвместими приемници.[8]
- 28 април 2009: Станция на Energizer за индуктивно зареждане на дистанционното управление на Wii е обявена по IGN.[9]
- На CES през януари 2009 г. Palm Inc. обявиха, че техният нов смартфон Pre ще се предлага с опционален аксесоар – индуктивно зарядно, наречено „Touchstone“. Зарядното устройство идва с необходимата специална задна пластина, която се превърна в стандарт за последвалия Pre Plus модел, представен на CES 2010. То също присъстваше в по-късните Pixi, Pixi Plus и Veer 4G смартфони. При пускането му в продажба през 2011 г., злополучния таблет HP Touchpad (след придобиването на Palm Inc. от HP) имаше вградена Touchstone намотка, която действаше като допълнителна антена за NFC-подобната Touch to Share функция. [3][10][11]
- През август 2009 г. консорциум от заинтересовани фирми, наречен Консорицум за Безжична Енергия, обяви, че е пред завършване на нов промишлен стандарт за ниско-енергийно индуктивно зареждане, наречен Qi.[12]
- През януари 2012 г. IEEE обяви създаването на Алианс по Въпросите на Енергията (PMA) под опеката на IEEE Standards Association (IEEE-SA) Industry Connections. Алиансът е създаден, за да публикува набор от стандарти за индуктивна енергия, които са безопасни, с интелигентно управление на енергията и енергийно ефективни. РМА също така ще се съсредоточи върху създаването на екосистема за индуктивна енергия.[13]
- Intel и Samsung планират да пуснат на пазара Qi устройства за индуктивно зареждане на телефони и лаптопи през 2013 г. [14]
- Nokia пусна на пазара два смартфона (Lumia 820 и Lumia 920) на 5 септември 2012 г., които ползват Qi индуктивно зареждане.[15]
- Google и LG пуснаха на пазара Nexus 4, който поддържа индуктивно зареждане чрез използването на Qi стандарта.
- Motorola Mobility пуснаха своите Droid 3 и Droid 4, и двата поддържат Qi стандарта като допълнителна опция.
- На 21 ноември 2012 HTC пусна Droid DNA, който също поддържа Qi стандарта.
- 15 март 2013 – Samsung пуснаха Samsung Galaxy S4, който поддържа индуктивно зареждане.
- 26 юли 2013 – Google и ASUS пуснаха Nexus 7 2013 Edition с интегрирано индуктивно зареждане.
- 31 октомври 2013 – Google и LG пускат на пазара Nexus 5, който поддържа индуктивно зареждане с Qi.
- Януари 2014 – Bezalel Inc. пуснаха Ark – първото в света преносимо безжично зарядно устройство, което поддържа индуктивно зареждане с Qi – в Kickstarter.[16]
- 9 септември 2014 – Apple обяви Apple Watch (който ще бъде пуснат в началото на 2015 г.), който ще поддържа безжично индуктивно зареждане.
- 3 март 2015 – Samsung представи новите си флагмани S6 и S6 Edge с безжично индуктивно зареждане чрез PMA съвместими зарядни устройства.
- 9 март 2015 – Apple представи Apple Watch с индуктивно зареждане чрез MagSafe технологията (магнити се прикрепят на мястото в близост до задната част на часовника).

## Електрически превозни средства
Системата Магне Чардж (Magne Charge), както беше споменато, представлява индуктивно зареждане, използвано от някои типове превозни средства в годините около 1998, но не за дълго, след като борда на Калифорнийските въздушни сили избира SAE J1772-2001, или така наречения „Евкън“(„Avcon“), за интерфейс на кондуктивното зареждане за електрически превозни средства през юни 2001 в щата Калифорния.
През 2009 година Еватран (Evatran) започва разработката на „Plugless Power“, твърдейки, че тяхната индуктивна зареждаща система на практика е първото устройство „свободни ръце“(hands-free), което е близко до захранващата система на електрическите превозни средства.  Изпитателните действия са започнати през март 2010 с подкрепата на местната власт и няколко фирми. Първата система е продадена на Гугъл (Google) през 2011 и е използвана от служителите в кампуса на Google в Маунтин Вю.  Безконтактното L2 безжично устройство на Evatran се появява на пазара през 2014 г.
Изследователи от Института по научни дейности и технологии в Корея (KAIST) са изобретили електрическа транспортна система (наречена Онлайн Електрическо Превозно Средство (OLEV), което се захранва с кабели, разположени под повърхността на пътя, по който се движи чрез безконтактно магнитно захранване (чрез проводниците поставени под повърхността се създава електромагнитно поле, което задвижва превозното средство). Като възможно решение на проблемите със задръстванията и с цел усъвършенстване на ефективността чрез минимизиране на въздушното съпротивление, и по този начин намаляване на консумацията на енергия, тестовите превозни средства са се движели по захранващото трасе в конвой. През 2009 изследователите успешно захранват с до 60% мощност автобус от разстояние 12 см.
В дадена индуктивно зареждаща се система едната намотка е прикрепена към долната част на превозното средство, а другата намотка е разположена на пода. 
Главното предимство на индукционния подход при захранването на превозни средства е, че няма възможност от електрически удар, тъй като няма оголени проводници, въпреки че специални свръзки и заземители могат да окомплектоват проводниците като почти напълно безопасни. Привърженик на индуктивното зареждане от Тойота защити през 1998 теорията, че като цяло разликите в цената са почти минимални, междувременно привърженик на кондуктивното зареждане от Форд твърди, че кондуктивното зареждане е по финансово изгодно.
От 2010 г. насам производителите на автомобили показват своя интерес в областта на безжичното зареждане като допълнителната част към дигиталното табло. През май 2010 г. е създадена група от Асоциацията за потребителска електроника (Consumer Electronics Association), която да положи основите за създаването на оперативна съвместимост на зареждащите устройства. Ръководството на General Motors показват усилия в посока стандартицизация. Управата на Форд и Тойота също са заинтересовани от технологията и опитите за стандартизацията ѝ.
Управителя на Даймлер за отдел Автомобили на бъдещето, професор Херберт Колер обаче изрази предпазливост и каза, че индуктивното зареждане на електрическите превозни средства е на поне 15 години напред във времето (считано от 2011) и аспектите на безопасността все още предстои да се разгледат в по-дълбоки детайли.
Какво, например, ще се случи, ако някой с пейсмейкър е в превозното средство? Друг недостатък е, че технологията изисква прецизен синхрон между индуктивния
пик и захранващото устройство.
През ноември 2011 г. кметът на Лондон, Борис Джонсън и едни от най-големите производители на полупроводникови материали – Qualcomm съобщиха за прототип, който се разработва в района на Шордич (Shoreditch), Лондон, от 13 безжично захранващи точки и 50 електрически превозни средства, за които се очаква да се появят в началото на 2012 г.
През януари 2015 г. 8 електрически автобуса са произведени за Милтън Кийнс в Англия, като в края на всеки работен ден се зареждат през цялата нощ.